# Leoncillo Leonardi
(Leoncillo, Piccolo diario.)
Leoncillo Leonardi (Spoleto, 18 novembre 1915 – Roma, 3 settembre 1968) è stato uno scultore, disegnatore, ceramista e poeta italiano.

## Biografia

### Gli inizi
Terzo ed ultimo figlio del poeta dialettale, chitarrista e professore di disegno Fernando Leonardi e di Giuseppina Magni, rimane orfano di padre all'età di tre anni. Di carattere ribelle e particolarmente indisciplinato, a quindici anni viene bocciato per la condotta all'Istituto tecnico; per reazione si isola e si trasferisce in soffitta, chiuso in un rancoroso silenzio. Qui comincia a scolpire blocchi di creta che il fratello Lionello (1904 - 1999) gli porta per confortare la sua solitudine. Non si limita a modellare, ma disegna e si appassiona alla storia dell'arte.
Studia all'Istituto d'arte di Perugia dal 1931 al 1935 e poi con Angelo Zanelli all'Accademia di belle arti di Roma. Nella capitale frequenta Libero de Libero (collega d'università del fratello Lionello), Corrado Cagli, Mirko, Afro, Renato Guttuso ed altri artisti contemporanei. Compie giovanissimo le prime esperienze artistiche all'interno della cosiddetta scuola romana, seguendo con grande interesse soprattutto Scipione e Mario Mafai.
Nel 1939 si trasferisce a Umbertide dove sposa Maria Zampa, sua ex compagna di scuola, dalla quale avrà due figli Daniela e Leonetto. Entra in contatto con le Ceramiche Rometti, precedentemente dirette da Corrado Cagli, dove approfondisce il proprio bagaglio di cognizioni tecniche; negli stessi forni realizza sculture di grandi dimensioni: l'Arpia (immagine), la Sirena e l'Ermafrodito, nell'insieme denominate i Mostri. Organizza fra gli operai della Rometti la prima cellula comunista di Umbertide.

### Le prime mostre
Nel 1940, su invito di Gio Ponti, condivide con Salvatore Fancello una sala alla VII Triennale di Milano nell'ambito della Mostra della ceramica, dove espone le prime ceramiche cotte nei forni umbri e vince la Medaglia d'oro per le arti applicate. Le opere presentate: un ermafrodito fusolare, giallo, quattro busti rappresentativi delle quattro stagioni, tazze e accessori per servire il caffè e il tè.
Pubblica un Bestiario nel 1941, corredato da tavole litografiche di Fabrizio Clerici e una presentazione di Raffaele Carrieri.
Nel 1942 ritorna a Roma dove insegna plastica e decorazione all'Istituto statale d'arte fino al 1952; fra i colleghi ci sono Ettore Colla, Afro e Pericle Fazzini. L'anno successivo, in mostra collettiva con altri giovani artisti quali Toti Scialoja, Domenico Purificato, Giulio Turcato e Emilio Vedova, espone la serie dei Mostri presso la galleria La Cometa di Roma, ricevendo critiche lusinghiere.
La drammatica realtà della guerra lo spinge verso un più diretto impegno politico e sociale.
Convinto antifascista, combatte per le forze partigiane affiliato alla Brigata Garibaldi "Francesco Innamorati" di Foligno. Stringe amicizie con giovani antifasciste attive in Umbria e a Roma, tra loro l'attrice Elsa De Giorgi.
In questo periodo l'irruzione dei linguaggi "europei" influenza il suo stile che oscilla fra postcubismo e Picasso.

### Nel dopoguerra
Nel 1944 a Roma, liberata dalle truppe alleate, realizza la Madre romana uccisa dai tedeschi (immagine), che si aggiudica il primo premio ex aequo per la scultura alla mostra L'arte contro la barbarie. La mostra, sotto gli auspici de l'Unità, vuole denunciare le atrocità del fascismo e del nazismo. Leoncillo entra a far parte dell'organizzazione militare clandestina del Partito Comunista Italiano e nel settembre del 1944 tiene un comizio a San Lorenzo.
Nello stesso periodo collabora con i periodici romani La Settimana e Mercurio dove pubblica disegni per testi letterari e alcuni ritratti di attori famosi (Ruggero Ruggeri, Aldo Fabrizi, Gino Cervi, Andreina Pagnani, Elsa De Giorgi, Carlo Ninchi, i fratelli De Filippo, Dina Galli, Elsa Merlini, Paolo Stoppa, Evi Maltagliati, Umberto Melnati, Rina Morelli); notevole è infatti la sua attività di ritrattista, come testimoniano le opere Autoritratto (immagine) e Donata.  immagine (JPG), su scultura-italiana.com. URL consultato il 1º marzo 2022 (archiviato dall'url originale il 24 settembre 2015). (immagine).
Nell'immediato dopoguerra partecipa a numerose mostre collettive dove presenta sia sculture sia oggetti d'arte applicata, realizzati nel tentativo di rivitalizzare la tradizione artigianale italiana. A Roma nel 1945 espone Elementi per balaustra.
(Antonello Trombadori)

Nel 1946 a Venezia firma con altri 10 artisti il manifesto della Nuova Secessione Artistica Italiana; l'anno seguente, nell'ambito della VIII Triennale di Milano, partecipa alla prima mostra del gruppo che nel frattempo ha cambiato nome in Fronte nuovo delle arti. Espone con Antonio Corpora, Nino Franchina, Pericle Fazzini e Giulio Turcato; presenta le opere Natura morta colla bottiglia, Natura morta col domino (immagine), Il tavolino da lavoro. Viene presentato in catalogo da Alberto Moravia che scrive: 
[...] Ma oggi Leoncillo, sempre più scavando nel fondo della sua ispirazione, pare tendere ad un raccoglimento e ad una semplificazione che lui, nei suoi discorsi sull’arte, chiama astrazione. Sono le cose sue migliori, comunque; [...]»
Ancora a Venezia espongono in gruppo alla XXIV Esposizione internazionale d'arte nel 1948 e alla XXV nel 1950. Partecipa di nuovo alla XXVI nel 1952 e alla XXVII nel 1954, dove gli viene dedicata una sala insieme a Lucio Fontana; espone tra le altre opere Bombardamento notturno, (immagine). È presente anche alla XXX nel 1960 e alla XXXIV nel 1968 di nuovo con una sala personale.
Nel 1948, insieme a giovani artisti comunisti come Marino Mazzacurati, Renato Guttuso ed Emilio Greco, stabilisce a Villa Massimo a Roma il proprio studio, nel cui centro campeggia il forno, una sorta di sedia elettrica in mattoni, dallo sportellone blindato. Vi lavorerà fino al 1956.
Nel 1949, presentato da Roberto Longhi, tiene la sua prima mostra personale alla galleria Fiore di Firenze.

### Negli anni cinquanta
Nel 1953 e nel 1959 vince il Premio Spoleto.
Per celebrare la partecipazione delle donne venete alla lotta di liberazione, nel 1955 esegue per il comune di Venezia il Monumento alla partigiana veneta, in ceramica policroma. Ne realizza due copie: la prima, ornata da una sciarpa rossa intorno al collo, viene contestata dal comune e rimandata indietro con l'obiezione che il colore rosso rimanda prevalentemente a partigiani comunisti. Realizza allora un altro monumento con sciarpa di diverso colore. La scultura, posizionata ai giardini napoleonici nel Sestiere di Castello su basamento di Carlo Scarpa, sarà distrutta nella notte tra il 27 e il 28 luglio del 1961 da un attentato neofascista. La prima versione, quella con la sciarpa rossa, nel 1955 partecipa alla VII Quadriennale Nazionale d'Arte di Roma; nel 1964 viene acquistata dal comune di Venezia e conservata alla Galleria internazionale d'arte moderna Ca' Pesaro. (immagine)
Un'altra celebrazione tutt'altro che retorica della resistenza è il monumento Ai caduti di tutte le guerre, commissionato dal comune di Albissola Marina nel 1955 e posizionato sul lungomare della cittadina nel 1958. (immagine bozzetto), (foto)
Nel 1956 in seguito a una profonda crisi ideologica, contrario alla linea filosovietica togliattiana, si dimette dal Partito comunista e inizia una severa revisione del suo lavoro dell'ultimo decennio; abbandona il cubismo per volgersi ad esperienze informali, inventando una "via italiana" all'informale: colate di ceramica nei colori primari (bianco, nero, rosso) caratterizzano le sue sculture, dando luogo a figurazioni percorse da tagli netti o solchi. La natura allude ad alberi folgorati, a sconvolgimenti tettonici, ma natura è anche figura umana, quindi corpi martoriati, crocifissi, mutilati.

Nel 1957 espone alla Galleria La Tartaruga di Plinio De Martiis; la nuova produzione è decisamente orientata in senso informale. Nell'autopresentazione in catalogo esprime le ragioni profonde dalla sua adesione all'informale e al neorealismo: 
(Leoncillo)
Anche alla galleria romana L'Attico espone una serie di opere non figurative di grandi dimensioni.
Sempre nel 1957 esegue un pannello decorativo sul tema del lavoro per l'atrio della sede dell'Istituto nazionale della previdenza sociale a Ferrara; a Roma realizza una fontana per un complesso abitativo INA-Casa a Santa Lucia.

### Gli ultimi anni
Rimane sempre legato a Spoleto; nel 1961, insieme al fratello Lionello e all'amico pittore Ugo Rambaldi, contribuisce alla fondazione dell'Istituto statale d'arte fortemente voluto dal sindaco Giovanni Toscano. Attualmente l'istituto è a lui intitolato.
In occasione del V Festival dei Due Mondi, con l'opera Le affinità patetiche, in grès bianco, (immagine) Archiviato il 7 febbraio 2018 in Internet Archive. partecipa nel 1962 alla mostra a cielo aperto Sculture nella città. L'opera è conservata al Museo Carandente, Palazzo Collicola - Arti visive.
Seguono mostre nazionali e internazionali a Roma, New York, Napoli, Montréal.
Nel 1968 è presente con una sala personale alla XXXIV Biennale di Venezia in cui allestisce opere dell'ultimo decennio; copre le sue sculture con dei teli di plastica in segno di adesione alle proteste dei giovani artisti.
Muore prematuramente a soli 53 anni colpito da infarto a bordo della sua auto.
A Spoleto, un anno dopo la morte, gli viene dedicata un'esposizione monumentale con gran parte dei suoi lavori.

## Opere in musei e collezioni
- Bombardamento notturno, Roma, Galleria nazionale d'arte moderna e contemporanea (acquistata alla XXVII Biennale di Venezia, 1954)[20].
- San Sebastiano, Roma, Galleria nazionale d'arte moderna e contemporanea
- Le quattro stagioni, Roma, Palazzo Merulana
- Autoritratto, Roma, Musei di Villa Torlonia
- San Sebastiano nero, Roma, Museo di arte contemporanea (Roma)
- Taglio rosso, Roma, Museo di arte contemporanea (Roma)
- Elementi per una serra, Spoleto, Palazzo Collicola arti visive - Museo Carandente
- Cariatidi, Spoleto, Palazzo Collicola arti visive - Museo Carandente
- Colonna, Spoleto, Palazzo Collicola arti visive - Museo Carandente
- Autoritratto, Spoleto, Palazzo Collicola arti visive - Museo Carandente
- Donna che si spoglia, Spoleto, Palazzo Collicola arti visive - Museo Carandente
- Natura morta con telefono, Spoleto, Palazzo Collicola arti visive - Museo Carandente
- Bozzetto per la Partigiana veneta, Spoleto, Palazzo Collicola arti visive - Museo Carandente
- Colomba, Spoleto, Palazzo Collicola arti visive - Museo Carandente
- Ritratto di Elsa De Giorgi, Spoleto, Palazzo Collicola arti visive - Museo Carandente
- Taglio grande bianco, Spoleto, Palazzo Collicola arti visive - Museo Carandente
- San Sebastiano nero, Spoleto, Palazzo Collicola arti visive - Museo Carandente
- Pietà, Spoleto, Palazzo Collicola arti visive - Museo Carandente
- Affinità patetiche, Spoleto, Palazzo Collicola arti visive - Museo Carandente
- Corpo dolente, Spoleto, Palazzo Collicola arti visive - Museo Carandente
- Monumento ai Caduti di tutte le guerre, Albisola
- I minatori, Faenza, Museo internazionale delle ceramiche in Faenza
- La centralinista, Faenza, Museo internazionale delle ceramiche in Faenza
- La Dattilografa, Faenza, Museo internazionale delle ceramiche in Faenza
- Incontro d'Inverno, Faenza, Museo internazionale delle ceramiche in Faenza
- San Sebastiano, Faenza, Museo internazionale delle ceramiche in Faenza
- Racconto bianco, Bologna, Museo d'arte moderna di Bologna
- Partigiana Veneta, Venezia, Museo d’arte moderna di Venezia
- Maschera, Cagliari, Galleria comunale d'arte di Cagliari
- San Sebastiano bianco, Gubbio, Palazzo Ducale (Gubbio)
- Incontro nella miniera, Gubbio, Palazzo Ducale (Gubbio)
- Il sogno interrotto, Siena, Villa Brandi

Il Museo Carandente, Palazzo Collicola - Arti visive possiede una ricca collezione di opere di Leoncillo: disegni, sculture, ceramiche e maioliche documentano cronologicamente il percorso dell'artista. In una delle sale si possono ammirare due opere di Marisa Busanel, compagna di Leoncillo.